# Железняк, Николай Александрович
Николай Александрович Железняк (19 мая 1964, Новочеркасск) — российский прозаик, драматург.

## Биография
Николай Железняк родился 19 мая 1964 года в Новочеркасске.  Отец - Александр Тихонович, кандидат технических наук, доцент, изобретатель. Мать - Евгения Иосифовна, библиотечный работник.
В школу пошел в Запорожье, окончил в Краснодаре, два года до школы с родителями прожил в Улан-Баторе.
В 1986 году окончил Таганрогский радиотехнический институт, получив специальность «инженер-системотехник».
В 1996 году в Российской академии государственной службы защитил кандидатскую диссертацию по социологии «Экономическое поведение населения России в период становления рыночных отношений». Работал в Институте проблем регулирования экономики и общественных отношений. Был деканом факультета театральной драматургии Высших литературных курсов им. И.А. Бунина.
В 2018 году являлся заведующим литературно-драматургической частью Театра под руководством Армена Джигарханяна. С 2022 года заместитель художественного руководителя Московского академического театра Сатиры.
Проза и пьесы печатались в журналах «Новый мир», «Дружба народов», «Знамя», «Юность», «Москва», «Урал», «Литературные знакомства», «Дон» Ростов-на-Дону, «Южное сияние» Одесса,  «Гостиный двор» Оренбург, «Крым», «Перископ» Волгоград, «Байкал» Улан-Удэ, «Стремлења» Сербия, «Новый свет» Канада, в альманахах «Земляки» Нижний Новгород, «Под часами» Смоленск, в «Независимой газете», «Литературной газете».
Сценарий "Один в поле" - вошел в 10-ку Коммерческий потенциал конкурса "Личное дело" журнала «Искусство кино» в 2010 году, лонг-лист Первого международного кинофестиваля «Текстура» (2010, Пермь), опубликован в журнале «Искусство кино» 12/2011.
Роман «Гонки на лафетах» был опубликован в 2012 году журналом «Юность», в 2014 году напечатан издательством «Алетейя».
В 2017 году в издательстве «Эксмо» в серии «Мастера современной российской прозы» вышел роман «Одинокие следы на заснеженном поле».
В 2020 году получил первую премию на международном литературном Тургеневском конкурсе «Бежин луг» в номинации «Проза» за рассказ «Вне времени».

## Книги
- Николай Железняк (Карачин). Большой куш. — М.: Голос-пресс, 2006. - 288 с. - ISBN 5-7117-0138-X
- Николай Железняк. Гонки на лафетах. — СПб: Алетейя, 2014. — 262 с. — ISBN 978-5-90670-542-6.[3]
- Николай Железняк. Одинокие следы на заснеженном поле. — М.: Эксмо, 2017. — 416 с. — ISBN 978-5-699-95813-9.
- Николай Железняк. Гонки на лафетах. — М.: Т8, 2022. — 240 с. — ISBN 978-5-517-08006-6.
- Николай Железняк. Град на крови. — М.: Вече, 2024. — 448 с. — ISBN 978-5-4484-5112-6

## Пьесы
- 2008 — «Одинокие следы на заснеженном поле»
- 2009 — «Праздник похорон»
- 2009 — «Квадратные колеса»
- 2012 — «Большой проспект»
- 2016 — «Репетиция отношений»
- 2022 — «Фрида la Vida»

## Признание
Победитель драматургического конкурса "Авторская сцена" СТД РФ 2009 - пьеса "Квадратные колеса"
Лауреат премии по поддержке современной драматургии Министерства культуры РФ 2012 - пьеса "Большой проспект"
Лауреат (1 место) и приз зрительских симпатий фестиваля "Интеллигентный сезон" 2018 - рассказ "Дорога домой"
Диплом международного литературного Тургеневского конкурса «Бежин луг» 2019 - рассказ "Проводы"
Лауреат (1 место) международного литературного Тургеневского конкурса «Бежин луг» 2020 рассказ "Вне времени"
Специальный диплом международной литературной премии имени Фазиля Искандера 2022 - рассказ "Русская мама"
Лауреат международного литературного конкурса им. В. С. Маканина "Голоса" 2024 - рассказ "Что дальше?.."